# Holàrtic

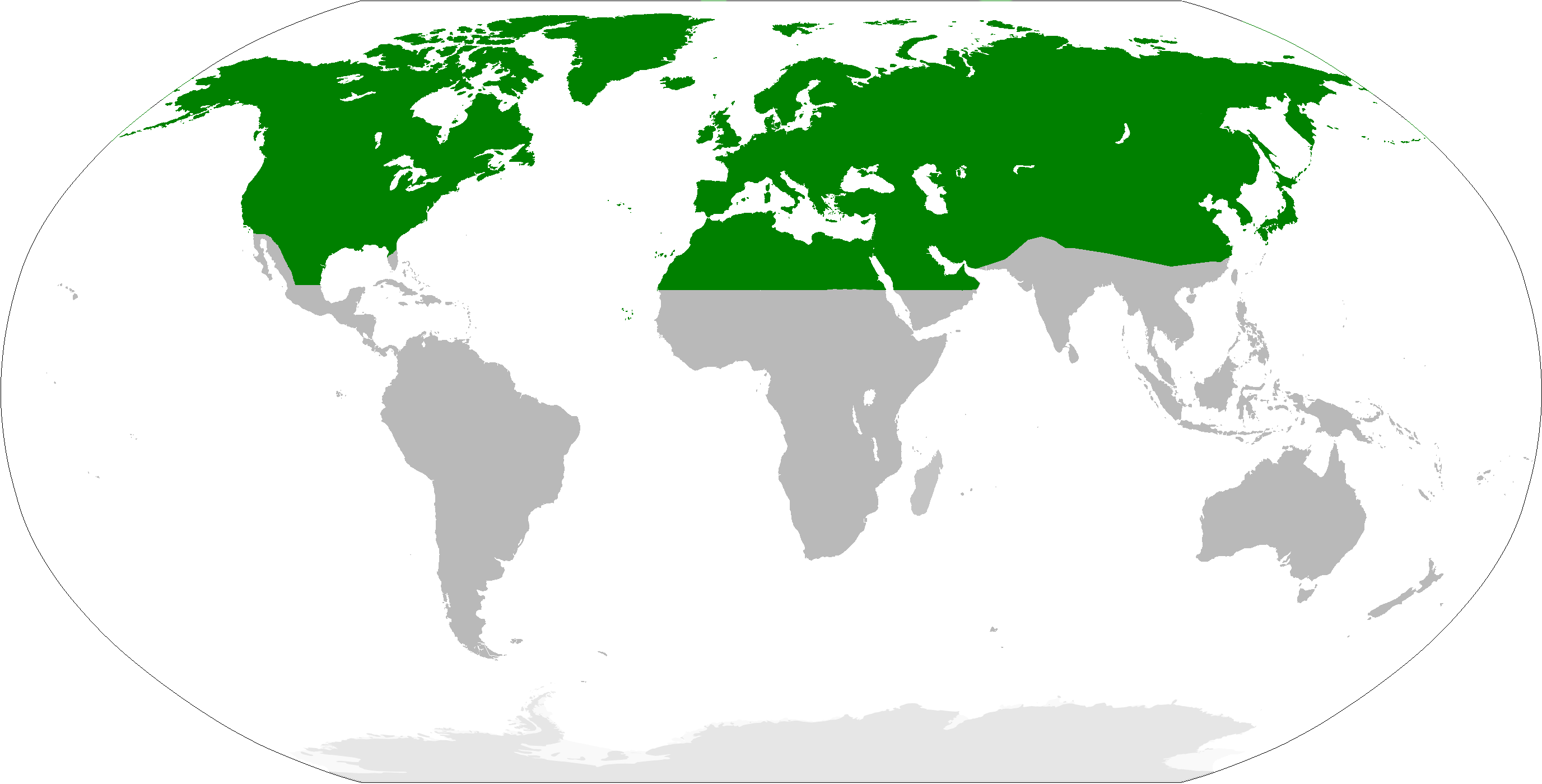
Zona holàrtica.

Holàrtic (ecozona holàrtica) fa referència als hàbitats que es troben a través del conjunt del continents de l'hemisferi nord. És una regió que es subdivideix entre la Paleàrtica, comprèn el nord d'Àfrica i tota Euràsia, amb l'excepció del Sud-est d'Àsia i el subcontinent Indi, i la Neàrtica, comprenent Amèrica del Nord i Mèxic. Aquestes zones es subdivideixen en ecoregions. Molts ecosistemes, i les comunitats d'animals i plantes que en depenen, es troben a diversos continents en grans superfícies d'aquesta ecozona. La continuïtat d'aquests ecosistemes és el resultat d'haver compartit la història de les glaciacions d'aquesta ecozona. El Regne florístic boreal correspon a l'ecozona holàrtica.

## Principals ecosistemes holàrtics
- tundra
- Taigà
- praderia
- bosc
- desert

## Algunes espècies animals de distribució holàrtica
- Os bru (Ursus arctos)
- Llop (Canis lupus)
- Rabosa o guineu roja (Vulpes vulpes)
- Golut (Gulo gulo)
- Ant (Alces alces)
- Ren o caribú (Rangifer tarandus)
- Corb (Corvus corax)
- Somatochlora
- Dard de taques blanques (Hesperia comma)